# Guy de Laval-Bois-Dauphin

D'or à la croix de gueules cantonnée de seize alérions d'azur ordonnés 2 et 2 et chargée de cinq coquilles d'argent.

Guy (alias Gilles ou Henri) de Laval Bois-Dauphin, marquis de Sablé et de Laval, maréchal de camp, homme de guerre français né en 1621 et décédé le 18 octobre 1646 à Dunkerque.
Reçu dans l'ordre de Saint-Jean de Jérusalem le 12 novembre 1637, il ne prononça pas ses vœux pour pouvoir se marier.

## Famille
Il est le fils cadet de Philippe-Emmanuel de Laval-Bois-Dauphin — fils du maréchal Urbain Ier — et de Madeleine de Souvré. Ses frères aînés sont Urbain II et Henri de Laval-Bois-Dauphin. 
Il épouse Marie Séguier, qui mourut le 31 août 1710, veuve de César du Cambout, marquis de Coislin et lieutenant-général des armées du Roi ; elle était la fille aînée de Pierre Séguier, duc de Villemor, chancelier de France, .
Guy de Laval en eut une fille, Madeleine de Laval, dame du palais de la reine Marie-Thérèse d'Autriche, puis dame d'atours de madame la dauphine, et enfin dame d'honneur de Marie-Françoise de Bourbon, légitimée de France, duchesse douairière d'Orléans. Elle épousa, le 30 avril 1662, Henri Louis d'Aloigny, marquis de Rochefort, baron de Craon et d'Ingrandes, maréchal de France.

## Biographie
Il fut blessé au siège de Mardyck, le 13 août 1646, dans une sortie faite par les assiégés. Il mourut la nuit du 17 au 18 octobre de la même année, d'un coup de mousquet qu'il avait reçu au siège de Dunkerque.

## Sources
- Abbé de Vertot, Histoire des Chevaliers Hospitaliers de Saint-Jean de Jérusalem, appelés depuis Chevaliers de Rhodes, et aujourd'hui Chevaliers de Malthe, tome VII, libraire Veuve Savoye, Paris, 1778